# 柴田昌吉
柴田 昌吉（しばた まさよし／しばた しょうきち、天保12年12月27日（1842年2月7日） - 明治34年（1901年）10月8日）は、日本の英語学者。長崎生まれ。長崎英語伝習所で学び、幕府、明治政府で通訳を務めた。本姓は馬田、通称は大介、大助。号は榎江。本野盛亨、子安峻とともに読売新聞創業者の一人。

## 人物・経歴
1842年（天保12年）12月27日、長崎・酒屋町の地役人馬田永成の六男として生まれる。肥前長崎出身。馬田家の本家は、阿蘭陀通詞の家柄で、昌吉の生まれた馬田家の分家は長崎会所の吟味役を務めた。長男の兄は近代活字印刷の始祖として知られる本木昌造、次男の兄は広運館頭取で日本の缶詰製法の祖である松田雅典。兄の本木は馬田家に生まれたが、阿蘭陀通詞を代々務める本木家を相続した。また、本木は本家を通じてオランダ語を学べる環境に育つなか、その才能を見込まれ本木家へ入ったと思われる。松田も馬田家に生まれ、後に金屋町乙名の松田家の養子となった。
昌吉は、その後、蘭方医柴田方庵の養子となる。
1858年（安政5年）、長崎英語伝習所に学ぶ。1862年（文久2年）に、英語伝習所が片淵郷の組屋敷内の乃武館（だいぶかん、旧・長崎原爆病院跡地、旧・済生会長崎病院跡地）の内に移転して、「英語稽古所（英語所）」と改称されると、頭取には、楢林栄左衛門（高明）の高弟・中山右門太が就き、世話役に柴田が就いた。その後、柴田は頭取を務めた。
1863年（文久3年十二月）、洋学所教授方を申し付けられ、半年後には外人教師フルベッキの同僚となる。
1865年（元治2年・慶應元年）には、長崎榎津町に私塾「柴田塾」を開設しており、塾は加州人（加賀国）、肥後人、久留米人、柳川人などが主で、数十人の塾生がいた。塾に学んだ曽我祐準によると、曽我は塾生の中で加州の関澤孝三郎（関沢明清）、肥後の江口英次郎、久留米の柘植善吾などと懇意にしたという。
1867年（慶応3年四月）、幕命により何礼之、柳谷謙太郎（柳屋謙太郎、桑港領事）、松田周次とともに外国方御用として京都・江戸へ向かう。
維新後、外務省に務めて、権大書記官となった。
1869年（明治2年）3月31日には、フルベッキが大学南校（後の東京大学）設立のために上京の途で横浜に到着するが、その翌日に柴田はフルベッキと会っている。
明治初年には、横浜と東京で辞典編集に努め、1873年（明治6年）には、子安峻との共著である「英和字彙」を完成させ、読売新聞の前身である日就社(子安・柴田・本野盛亨創立)から刊行する。これは柴田辞書とよばれた。
その後、長崎に帰郷し、1884年（明治17年）から1892年（明治25年）には、問萬屋町に柴田英語学校(英語義塾)を開いた。一時はその生徒数は百名以上となり、盛大であった。
塾では柴田自身は専ら辞書の校定に従事していたことから、実際の授業の大部分は中川務、長瀬源次郎、堀英次郎、川島寅三郎、米田芳長などが担当したといわれる。この塾で日本の商品学の泰斗となる坂口武之助（後の立教大学教授）が学んでいる。

## 著書

### 共著
- 柴田昌吉、子安峻『英和字彙』日就社、1873年1月。NDLJP:870052 NDLJP:1871572 NDLJP:2938261。
  - 柴田昌吉、子安峻『英和字彙』（増補訂正第2版）日就社、1882年8月。NDLJP:870057。
  - 柴田昌吉、子安峻『英和字彙』浜田健次郎増補（増補版）、桃林堂、1888年11月。NDLJP:1085242。
- 柴田昌吉、子安峻『英和字彙』輿論社、1885年12月。NDLJP:870053。
- 柴田昌吉、子安峻『英和字彙』文学社、1885年11月。NDLJP:870058。
- 柴田昌吉、子安峻『英和字彙』織田純一郎校正、積善館、1886年12月。NDLJP:870060。
- 柴田昌吉、子安峻『英和字彙』共立活版部、1886年2月。NDLJP:870055。
- 柴田昌吉、子安峻『英和字彙』天野為之訂正、鈴木重陽増補、同盟書房、1887年7月。NDLJP:870059。
- 柴田昌吉、子安峻『英和字彙』佐藤乙三郎、1887年2月。NDLJP:870054。
- 柴田昌吉、子安峻『英和字彙』栗野忠雄増訳、坪井九馬三校閲、中村順三郎、1888年6月。NDLJP:870061。

### 共訳
- 子安宗峻・柴田昌吉 訳『英国海軍律令全書』 巻之1、松陰山房、1870年。NDLJP:797664。
  - 子安宗峻・柴田昌吉 訳『英国海軍律令全書』 巻之2、松陰山房、1870年。NDLJP:797665。

### 校閲
- 賀島尚太郎 訳『和訳 英小文典』翠柳堂、1889年9月。NDLJP:870419。

## 伝記
- 岩崎克己『柴田昌吉伝』岩崎克己、1935年9月。